# Zaptié

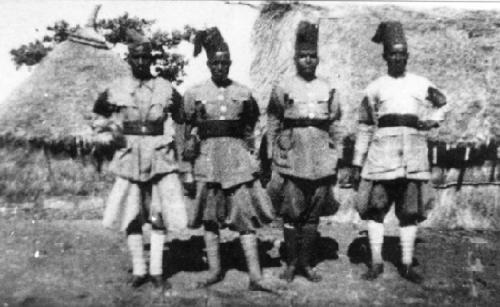
Zaptié in Somalia, 1939

Zaptié, o  zaptiè, era il nome con cui venivano indicati i membri dell'Arma dei Carabinieri reclutati tra le popolazioni indigene di Libia, Eritrea e Somalia tra il 1888 e il 1942. Il termine derivava dal turco zaptiye (polizia), che designava la polizia a cavallo di etnia turca reclutata nell'Isola di Cipro, allora sotto il dominio britannico.

## Storia
I primi Zaptié furono reclutati in Eritrea il 15 ottobre 1888, per aumentare l'organico della Compagnia Carabinieri d'Africa, composta dai carabinieri italiani presenti a Massaua a partire dal 1885. Precedentemente elementi indigeni non chiamati però zaptié, vennero assoldati nel 1882 per cooperare al servizio dei Carabinieri, quando alle dipendenze del maresciallo dell'Arma Cavedagni, comandante la stazione di Assab, venne posto un nucleo di guardie indigene, i "basci buzuk".

Zaptié eritrei.

Inizialmente l'unico grado previsto tra le loro file era quello di bulucbasci, ma successivamente, con l'aumentare del loro organico, furono previsti anche il muntaz (il grado più basso) e lo sciumbasci, che era invece il più alto grado ammesso tra le truppe composte da militari indigeni. Le uniformi potevano variare nelle diverse colonie, ma generalmente comprendevano fez e fusciacca rossi e divise bianche o cachi.

Zaptié arabo di pattuglia a Tripoli con un carabiniere nazionale.

Dopo che a partire dal 1º gennaio 1890 i possedimenti italiani del Mar Rosso presero il nome di Colonia eritrea, in esecuzione del Regio Decreto 11 dicembre 1892 la Compagnia Carabinieri assunse nella colonia anche il servizio sino allora affidato ad una delegazione di Pubblica Sicurezza, raggiungendo nel febbraio 1900 il seguente ordinamento: 1 capitano, 3 tenenti, 3 marescialli d'alloggio, 8 brigadieri, 9 vicebrigadieri e 45 carabinieri; per gli indigeni: 1 sciumbasci, 6 bulucbasci, 18 muntaz e 133 zaptié.
Nella Somalia, gli zaptié vennero arruolati nell'Arma dei Carabinieri nell'aprile 1908, quando il capitano dei Carabinieri Oddone, con pochi sottufficiali al seguito, venne incaricato di costituire il Corpo di Polizia della Somalia, in sostituzione degli ascari di polizia ereditati dalla Società Anonima Commerciale Italiana del Benadir.
Il 24 dicembre 1923 il Governatore della Somalia De Vecchi di Valcismon riorganizzò il Corpo, trasformandolo in "Corpo Zaptié della Somalia Italiana" per caratterizzarne l'appartenenza all'Arma e potenziandone l'ordinamento anche attraverso l'afflusso di altri ufficiali e sottufficiali dell'Arma dall'Italia.
Gli zaptié parteciparono a numerose operazioni di guerra in Africa Orientale e in Libia. Il corpo degli zaptié somali, uno dei più numerosi con 1500 unità somale e 72 ufficiali italiani nel 1927, oltre a svolgere la funzione di polizia territoriale, costituiva la guardia personale del Governatore.
Gli Zaptié si distinsero nella conquista dell'Etiopia (1935-1936) e della Somalia britannica (1940). Furono tra gli ultimi ad arrendersi nel 1941 agli inglesi nella Battaglia di Culquaber, dopo una strenua resistenza.
Nel 1958, sotto la Amministrazione fiduciaria italiana della Somalia, anche gli ex Zaptié che avevano combattuto a fianco degli italiani furono ammessi nei neocostituiti Esercito della Somalia e Forze di Polizia della Somalia.
Unatù Endisciau, muntaz del LXXII battaglione Zaptié (I Gruppo Carabinieri), fu il primo soldato indigeno a ricevere la medaglia d'oro al valor militare alla memoria. L'altro decorato fu Mohammed Ibrahim Farag.